# Bernard Curt
Pas d'image ? Cliquez ici

a Compétitions nationales et continentales officielles uniquement.

b Matchs officiels uniquement.
Bernard Curt, né le 9 septembre 1945 à Péronnas (Ain) et mort le 2 novembre 2008 à Dax (Landes), est un joueur international français de rugby à XIII dans les années 1970. Il occupe au cours de sa carrière le poste d'ailier.
Il joue en rugby à XIII au sein de Bordeaux-Facture puis Bordeaux XIII prenant part au Championnat de France. Ses qualités sont remarquées par les sélectionneurs de l'équipe de France puisqu'il dispute huit rencontres sous le maillot tricolore prenant part à la Coupe du monde en 1975 et remportant la Coupe d'Europe en 1977.

## Palmarès
- Collectif : 
  - Vainqueur de la Coupe d'Europe : 1977 (France).

### Coupe du monde
| Édition    | Rang      | Résultats France | Résultats Curt | Matchs Curt |
| ---------- | --------- | ---------------- | -------------- | ----------- |
| Monde 1975 | Cinquième | 1 v, 1 n, 6 d    | 1 v, 0 n, 4 d  | 5/8         |

Légende : v = victoire ; n = match nul ; d = défaite.

### Détails en sélection
| 1. | 19 janvier 1975 | Angleterre       | 9-11  | Coupe d'Europe | Ailier     | 3 | 1 | - | - |
| 2. | 16 février 1975 | Pays de Galles   | 8-21  | Coupe d'Europe | Ailier     | - | - | - | - |
| 3. | 2 mars 1975     | Pays de Galles   | 14-7  | Coupe du monde | Ailier     | 3 | 1 | - | - |
| 4. | 16 mars 1975    | Angleterre       | 2-20  | Coupe du monde | Ailier     | - | - | - | - |
| 5. | 15 juin 1975    | Nouvelle-Zélande | 0-27  | Coupe du monde | Remplaçant | - | - | - | - |
| 6. | 21 juin 1975    | Australie        | 6-26  | Coupe du monde | Ailier     | - | - | - | - |
| 7. | 6 novembre 1975 | Pays de Galles   | 2-23  | Coupe du monde | Ailier     | - | - | - | - |
| 8. | 20 mars 1977    | Angleterre       | 28-15 | Coupe d'Europe | Ailier     | - | - | - | - |